# John Joseph Cremona
John Joseph Cremona (Xagħra, 6 gennaio 1918 – 24 dicembre 2020) è stato un giurista e poeta maltese.
Fu un avvocato attivo sia in campo nazionale che internazionale e fu colui che redasse la Costituzione di Malta quando Malta ottenne l'indipendenza dal Regno Unito nel 1964. Ricoprì anche l'incarico di giudice e vicepresidente della Corte europea dei diritti dell'uomo. Fu autore di numerose pubblicazioni costituzionali e di libri di poesia.
Lo scrittore Żebbuġi Frans Sammut definì John Cremona il padre della moderna poesia maltese.

## Biografia
Cremona scrisse poesie in tre lingue, italiano, inglese e maltese. Pubblicò in tutto sette raccolte: Eliotropi, Songbook of the South, Malta Malta (in inglese nel 1992), Mas-Sebħ Għasafar (in maltese nel 2004), Equinozio (in maltese nel 2006) , Poesie-Poems-Poems (in tre lingue nel 2009) e Il-Kantiku tax-Xagħra (2012).
Iniziò la sua carriera poetica prima della guerra, dapprima a Malta e poi a Roma, dove conseguì il dottorato in Letteratura. Lì pubblicò anche le sue poesie in italiano su alcune delle migliori riviste. Vinse due volte un premio alla Mostra Nazionale di Poesia Contemporanea. Fu tradotto in francese da Jeanne Tisseau in La Revue Nationale di Bruxelles, che lo descrisse come uno dei leader del giovane movimento letterario. Vale la pena ricordare che le sue poesie sono apparse anche su alcune delle migliori riviste inglesi, australiane e americane, oltre a permettergli di rappresentare Malta nella prestigiosa English Association, Commonwealth Poems Today dal 1967.
Cremona fu molti anni vicepresidente dell'International Poetry Society of England quando aveva come presidente Christopher Fry. La sua poesia era stata letta dal poeta inglese Cecil Day-Lewis nel 1969; e alcuni anni dopo, nel 1992, una delle sue poesie di guerra, che in seguito era stata anche messa in musica da Charles Camilleri, fu letta dalla regina Elisabetta II all'inaugurazione ufficiale del Siege Bell Memorial.
Nella sua lunga vita ricevette moltissime onorificenze; nel 2019 in occasione del suo 101 compleanno ricevette la visita del primo ministro Joseph Muscat e del ministro della giustizia Owen Bonnici.